# ライオネル・ロビンズ
ロビンズ男爵ライオネル・チャールズ・ロビンズ（Lionel Charles Robbins, Baron Robbins, 1898年11月22日 - 1984年5月15日）はイギリスの経済学者。
1930年代にはロンドン・スクール・オブ・エコノミクス（LSE）の経済学部長としてイギリスにローザンヌ学派、オーストリア学派などの流れを汲む大陸ヨーロッパの経済学の伝統を定着させ、LSEをケンブリッジ大学に対抗する経済学の拠点として発展させた。
経済学の方法論に関して書かれた1932年の著書『経済学の本質と意義』は非常に有名。またケインズの『一般理論』の発表後にはケインズとの間に論争を展開した。
第2次世界大戦中から戦後にかけてはイギリス政府に請われ、政府関連のいくつかの役職に就いている。ケインズ亡き後、イギリスで最も影響力のある経済学者とされる。

## 経歴
第一次世界大戦に従軍後、ロビンズは、職能別の自治団体、教会や労働組合、消費組合によって資本主義の矛盾を克服するというギルド社会主義 (en:Guild socialism)に接近したが、幻滅した。
1920年、新興のLSEに入学した。当初はハロルド・ラスキの下で政治学を学んでいたが、違和感を覚え経済学に専攻を変えた後、エドウィン・キャナンとヒュー・ダルトンに師事する。
1923年にLSEを卒業後はウィリアム・ベヴァリッジの研究助手を務め、ベヴァリッジの「失業」(1909)第二版の図表資料作成の助手として一年間雇われた。また講師としてオックスフォード大学のニュー・カレッジへと赴いた。1925年になってLSEの教授陣に正式に名を連ね、1929年には経済学部長に就任。1941年から1945年の戦時下に公務員となる。1945年にLSEに戻り、1961年に辞職するまで経済学部長の任にあった。

### LSE
予てよりオーストリア学派にも理解を持っていたロビンズは、学部長に就任して初めての人事でハイエクをLSEに招聘した。またこの時期のLSEには学生或いは若手の研究者としてヒックス、カルドア、アバ・ラーナー、ティボール・シトフスキーといった人物が在籍しており、彼らもまた数学的に洗練された大陸ヨーロッパの経済学に多大な影響を受けていた。こうしたロビンズの大陸の経済学の積極的な移入と新しい世代の活躍により、LSEはイギリスにおけるローザンヌ学派など大陸の伝統を汲む新古典派経済学の拠点となった。
また、この時期にはロビンズ自身を含めLSEの経済学者は主にケンブリッジ大学を拠点としたマーシャル派の経済学者と積極的に論争を繰り広げた。例えば景気循環を巡るハイエクとジョン・メイナード・ケインズの論争や、ロビンズとアーサー・セシル・ピグーとの間の効用の個人間比較に関する論争は有名である。

### 第二次世界大戦時の内閣経済部
ロビンズの活躍はアカデミズムの世界の外にも及んだ。1940年には内閣経済部に配属され、戦時経済、食糧供給、雇用の安定、国民最低限保障（ナショナル・ミニマム）、社会保障などの政策を立案し、経済部部長に就任した。同僚にミード、大蔵省顧問にはケインズがいた。1941年にはウィンストン・チャーチル戦時内閣の内閣官房の経済部門の局長となり、戦時下の経済運営と戦後の計画の責任者となった。この間1943年にはホット・スプリングス会議、1944年にはブレトンウッズ会議のそれぞれイギリス代表に参加し、戦後の国際経済秩序の確立に関わった。次いで1945年には米英金融協定の交渉に携わった。

### 戦後
1945年に政府のポストを離れLSEに戻ったが、1961年にはLSEの経済学部長を辞職して再び政府に参画することになる。今度のポストは高等教育に関する委員会の委員長であり、1964年までこの職に留まった。1963年には高等教育に関する「ロビンズ報告」を提出し、大学教育の拡大を提言した。またこれに関連して1968年には大学教育の拡充政策の一環として新たに設けられたスターリング大学の学長に就任した。
1959年には一代貴族(Baron Robbins) に叙せられた。
この他の学外での活動としてはナショナル・ギャラリーの評議員（1952年 - 1974年）、テート・ギャラリーの評議員（1953年 - 1959年, 1962年 - 1967年）、ロイヤル・オペラ・ハウスの理事（1955年 - 1980年）が挙げられる。
1954年から1955年に賭けて王立経済学会の会長を、1962年から1967年にかけてイギリス学士院会長を務めた。
経歴の終盤において、ロビンズの関心は経済学の学説史に向けられるようになった。1980年代にロビンズがLSEで行った学説史の講義は、1998年に出版された。
1984年5月15日、85歳没。

## 業績
ロビンズの最も著名な著作は1932年のEssay on the Nature and Significance of Economic Science（『経済学の本質と意義』）である。ここで述べられている経済学の定義、すなわち「様々な用途を持つ希少性のある資源と目的との間の関係としての人間行動を研究する科学」という定義は、今日でもなおよく引用されるものである。希少性に着目してそれに基づいて理論を構築するのは、限界革命以降の新古典派経済学の特徴であり、この定義は限界主義の立場をよく表しているといえる。したがって、ここからもロビンズに対する大陸ヨーロッパの経済理論の影響を窺うことができる。
このように、ロビンズの初期の研究は、ローザンヌ学派やオーストリア学派に近い立場からマーシャルの流れを汲む理論を論駁し、新たな経済理論を打ち立てることに関心を向けていた。1928年の論文では、マーシャルの企業の理論を批判し、またその後はマーシャル流の「実質コスト」に基づく供給理論に代えて、フリードリヒ・フォン・ヴィーザーの理論を発展させた代替コストに基づく供給理論を提唱した。

## 論争と批判

### マーシャル派との論争
ロビンズは、早い時期からジェヴォンズとフィリップ・ウィックスティードを支持していた。また、ワルラス、パレート、ベーム＝バヴェルク、ハイエク、ヴィクセルといった大陸ヨーロッパの経済学者（ローザンヌ学派とオーストリア学派）の著作から学び、影響を受けた。そのため、ロビンズは、同時代のイギリスの経済学者の中では、異色の存在と考えられている。なぜなら、当時イギリス及び英語圏の経済学界で圧倒的な影響力を誇っていたのは、アルフレッド・マーシャルと彼の門下の経済学者たち（いわゆるマーシャル派）であり、彼らの展開する理論は、大陸の経済学者たちのそれとは一線を画していたからである。つまり、大陸の経済学者たちが数学による定式化と一般均衡理論の発展を促進したのに対して、マーシャルらは数学的手法を重視せず一般均衡ではなく部分均衡を用いて議論を展開していた。こうした状況下で、ロビンズは、明らかに大陸の伝統に親近感を抱いており、この時代のイギリス人経済学者としては珍しくマーシャルの影響を受けなかったのである。また、その背景ゆえに、彼はその後マーシャルの流れを汲む経済学者との論争にコミットしていくことになったとも言える。
ロビンズは、キャナン(en:Edwin Cannan)による経済学を物質的な富（厚生）に関わるとする定義や、ベヴァリッジの素朴な実証主義を否定し、目的を達成するために稀少で代替可能な手段を組み合わせる首尾一貫した人間の行動に着目した。また、ピグーやホートレー(en:Ralph George Hawtrey)が経済学は倫理学と切り離せないとみなしたことを批判して、経済学の領域から規範性を排除して、演繹的操作を重視した。
『経済学の本質と意義』は経済学の方法論に関して今日まで影響力の強い著作であるが、同時にこの著作は副産物としてマーシャル派の経済学者との間の新たな論争を巻き起こした。それが効用と厚生経済学を巡る論争である。
『経済学の本質と意義』のなかでロビンズは効用の個人間比較を科学的な根拠がないとして批判しているが、これはアーサー・セシル・ピグーの厚生経済学のフレームワークを批判するものでもあった。ピグーの厚生経済学は個人の福祉の観点から経済システムや政策を評価するという画期的な目的を持ったものであったが、ピグーは効用を福祉の指標として専ら用いた。ロビンズが問題としたのはピグーの効用に関する考え方であった。ピグーはジェレミー・ベンサム以来の功利主義の伝統に従い基数的効用を想定した。すなわちピグーのフレームワークにおいては効用は実体のある概念であり、単位を用いて計測できるものであった。従って効用を個人間で比較したり、足し合わせることが可能となる。ピグーの厚生経済学では計測された効用を個人について足し合わせ、その効用の総和の大小を社会の状態、経済システムの評価に用いることが想定されていたのである。
これに対してロビンズは効用の個人間での比較を科学としては否定したため、ロビンズの枠組みでは基数的効用を用いることが出来ないこととなる。後に両者の論争はロビンズの「勝利」に終わるが、ロビンズの示唆に従って厚生経済学の再構成を行い「新厚生経済学」を確立したジョン・ヒックス、ニコラス・カルドア、さらにはポール・サミュエルソンといった経済学者たちは順序にのみ焦点を当てる序数的効用を新しいフレームワークの基礎に用いた。
ロビンズとLSEは論争を通じて自らの主張を定着させ、イギリスの経済学界における変化をもたらしたが、その影響はイギリスに留まらず英語圏の諸国にも及んだ。アメリカにあってフランク・ナイトはロビンズに影響を受け、大陸ヨーロッパの新古典派を摂取して（第1期）シカゴ学派を確立した。

### 共産主義批判
ロビンズは、共産主義を批判している。『経済学の本質と意義』(1932)でロビンズは次のように論じた。排他的な共産主義社会における経済体系は、複雑な交換経済とは異なって、ロビンソン・クルーソーのように孤立したものであり、共産党執行委員会の位置はロビンソン・クルーソーに似ている。彼ら共産党執行委員会にとっての経済問題とは、単に生産力をどこに適用するかであり、生産手段の公的所有においては、個人の積極性や抵抗は定義上排除される。それゆえ、執行委員会の決定は、消費者や生産者の評価ではなく、執行委員会自身の評価に基づくものであり、必然的に恣意的となる。選択の型は単純になり、市場における価格体系の導きがないので、生産組織は最高首脳部の評価に依存する。共産主義経済は、貨幣経済と切り離された家父長制の荘園が家父長の評価に依存するのに似た構造である。
交換経済では、個人の決定は、その個人への間接的影響を越える合意を持つ。貨幣の用途にあたっては、稀少性の関係にある複合体（賃金、利潤、価格、資本化の比率、生産組織）にどう影響するかを跡づけることは簡単ではなく、全体の把握を可能にさせる一般法則を案出するには、抽象的思考の努力が必要であり、したがって、経済分析は、交換経済において最も有益なのである。他方で、孤立した共産主義経済においては、共産主義の存在理由そのものによって、経済分析は不要であり、閉め出されている。
マルクスとエンゲルスらによる唯物史観では、歴史事象はすべて物質主義的な変化に帰せられる。生産の物質的技術が社会制度を条件づけるために、社会制度における変化は、生産技術が変化した帰結とみなされる。つまり、歴史は技術変化の随伴現象であり、道具の歴史が人類の歴史であるとされる。唯物史観では、人間の究極的な評価が、技術的条件の副産物に過ぎないとされる。需要側に自律的な変化はなく、どのような変化も、供給側の技術・機械の変化に帰せられ、稀少性に関する独立した心理学的な側面は存在しないとされる。しかし、こうした主張は、経済学の範囲外にあり、社会学的な命題であって、人間の動機に関する因果関係についての一般的言説であり、経済学からみれば机上の空論にすぎない。経済科学の観点からは、相対的評価の変化は所与のデータである。
また、ロビンズは「経済計画と国際秩序」(1935)において、国際共産主義の計画について、市場を持たずに資源を効率的に利用するのは困難であるだけでなく、消費者の利益と民主主義に甚大な危険をもたらすと批判した。
また、ロビンズは『階級闘争の経済的基礎と政治経済学論集』(1939)において、ジェイコブ・ヴァイナー、ユージン・ステイリー、ハーバート・フェイスによる外交と財政の研究からも、マルクスの理論は間違いであることを確信できるとする。マルクス主義では、戦争を資本家の陰謀のせいにするが、主要な緊迫は、無節操な金融財政や企業家の策謀とは逆の過程から発生したのであるし、臆病な財政も、企業とは異なる政治家によって権力闘争に引っ張り込まれたのであるという。
国際関係論としては、「大西洋の両側で自由社会がなんらかの恒久的な連合を結ぶことが、共産主義者の狂信が燃え尽き、人口の爆発的増加が鎮まるまでは、世界平和の唯一の実際的な保証である」と主張した。

### ケインズ理論以降
ジョン・メイナード・ケインズによる『一般理論』が公刊されるとともに、ロビンズはケインズの理論に対する批判に転ずることになる。1934年にはThe Great Depression（『大恐慌』）を著し、ケインズとは全く異なる大恐慌に関する分析を導き出した。ロビンズはオーストリア学派から影響を受けて、信用過剰によって景気が加熱しているのだから、公共投資の拡大でなく、引き締めが必要であると提唱した。のちにロビンズはこれが誤りであったことを認めた。
ロビンズはLSEを反ケインズ派の拠点とする意図を持っていたが、これは成功しなかった。ヒックス、カルドア、ラーナーといったかつてロビンズの影響を受けた若手の経済学者が今度はケインズの側につき、ケインズの理論の普及の担い手となったからである。このようにケインズの理論の影響力が高まるにつれてロビンズも態度を軟化させ、次第にケインズの理論を受け入れるようになった。

### その他の見解
スエズ紛争は1776年以降イギリスの外交史上最大の誤りであり、これにより、イギリスは第一級の強国としての地位と指導力を失ったと述べている。
ほか、経済的ナショナリズムは、外交摩擦の原因になると述べた。

## 主要著作・論文
- "Dynamics of Capitalism", 1926, Economica.
- "The Optimum Theory of Population", 1927, in Gregory and Dalton, editors, London Essays in Economics.
- "The Representative Firm", 1928, EJ.
- "On a Certain Ambiguity in the Conception of Stationary Equilibrium", 1930, EJ.
- Essay on the Nature and Significance of Economic Science, 1932. 
  - 中山伊知郎監修、辻六兵衛訳、『経済学の本質と意義』東洋経済新報社、1957年。
  - 小峯敦・大槻忠史訳『経済学の本質と意義　近代社会思想コレクション』京都大学学術出版会、2016年。
- "Remarks on the Relationship between Economics and Psychology", 1934, Manchester School.
- "Remarks on Some Aspects of the Theory of Costs", 1934, EJ.
- The Great Depression, 1934.
- Economic Planning and International Order (経済計画と国際秩序),1935[22]
- "The Place of Jevons in the History of Economic Thought", 1936, Manchester School.
- "Interpersonal Comparisons of Utility: A Comment", 1938, EJ.
- The Economic Causes of War, 1939.(Free Downloads)
- The Economic Basis of Class Conflict and Other Essays in Political Economy (階級闘争の経済的基礎と政治経済学論集), 1939[18]
- The Economic Problem in Peace and War, 1947.
- The Theory of Economic Policy in English Classical Political Economy, 1952. 
  - 『古典経済学の経済政策理論』市川泰治郎訳、東洋経済新報社、1964年
- Robert Torrens and the Evolution of Classical Economics, 1958.
- Politics and Economics, 1963.
- The University in the Modern World, 1966.
- The Theory of Economic Development in the History of Economic Thought, 1968. 
  - 『経済発展の学説』井手口一夫・伊東正則共訳、東洋経済新報社、1971年。
- Jacob Viner: A tribute, 1970.
- The Evolution of Modern Economic Theory, 1970.
- Autobiography of an Economist, 1971. 
  - 日本語訳、『一経済学者の自伝』田中秀夫監訳、ミネルヴァ書房、2009年。
- Political Economy, Past and Present, 1976.
- Against Inflation, 1979.
- Higher Education Revisited, 1980.
- "Economics and Political Economy", 1981, AER.
- A History of Economic Thought: the LSE Lectures, edited by Warren J. Samuels and Steven G. Medema, 1998.